# SEF Mediolanum
Die Società per l'Educazione Fisica (SEF) Mediolanum (auch Ginnastica Mediolanum) war ein italienischer Sportverein aus der lombardischen Hauptstadt Mailand.
Der Verein wurde 1896 von Alberto Alberti gegründet, der zugleich als erster Präsident fungierte.

## Fußballabteilung
Die Fußballabteilung wurde 1899 gegründet. Die Farben der Mannschaft waren weiß und schwarz. Auf der Brust des Trikots trug der Verein zudem das Wappen von Mailand, ein rotes Kreuz auf weißem Grund.
In der Saison 1901 nahm man erstmals an der offiziellen Meisterschaft der Federazione Italiana Giuoco Calcio (FIGC) teil, dabei scheiterte man aber bereits in der ersten Runde. Besser lief es dagegen bei der Meisterschaft der Federazione Ginnastica d’Italia (FGNI) bei diesem in Bologna ausgespielten Turnier gewann Mediolanum den Meistertitel. Die folgende Spielzeit verlief sehr ähnlich, erneut verlor man im FIGC-Turnier bereits das erste Spiel. Bei der FGNI-Meisterschaft konnte man aber den Titel verteidigen. In der Folge nahm der Verein an verschiedenen Turnieren teil, ohne jedoch ein weiteres Mal reüssieren zu können.
1904 löste sich die Fußballmannschaft auf, die meisten italienischen Spieler wechselten daraufhin 1905 zum US Milanese.

## Sportliche Chronologie
- FIGC-Meisterschaft:

- 1901: Niederlage im Ausscheidungsspiel der ersten Runde
- 1902: Niederlage in der Ausscheidungsrunde Ligurien – Lombardei

- FGNI-Meisterschaft:

- 1901: Meister, Finalsieg gegen PG Ferrara
- 1902: Meister